# 티에리 고다르
티에리 고다르(프랑스어: Thierry Godard, 프랑스어 발음: [ɡɔdaʁ], 1967년 2월 8일~)는 프랑스의 배우이다.
파리의 이시레몰리노에서 태어났다.

## 출연 작품

### 영화
- Propriété interdite (2011)
- 대리모 (2015, Une mère en trop) - 에리크 역
- 바스티유 데이 (2016) - 라피 역
- Juillet Août (2016)

### 텔레비전
- Engrenages (2005-현재)
- 더 라인 (2009-17)